# Еглиз Нев де Верг
Еглиз Нев де Верг (фр. Église-Neuve-de-Vergt) насеље је и општина у југозападној Француској у региону Аквитанија, у департману Дордоња која припада префектури Периже.
По подацима из 2011. године у општини је живело 453 становника, а густина насељености је износила 60,97 становника/km². Општина се простире на површини од 7,43 km². Налази се на средњој надморској висини од 230 метара (максималној 247 m, а минималној 148 m).

## Демографија
| 1962. | 1968. | 1975. | 1982. | 1990. | 1999. | 2011. |
| ----- | ----- | ----- | ----- | ----- | ----- | ----- |
| 217   | 250   | 272   | 272   | 307   | 326   | 453   |

График промене броја становника у току последњих година